# Alkmene
Alkmene var datter af Electryon og blev gift med Amphitryon, som var konge af Theben. Hun blev gjort gravid af Zeus og fødte Herakles. Da hun døde fik Zeus Hermes til at bringe hende til Elysion. Hun har givet navn til titelfiguren i Karen Blixens fortælling "Alkmene", som også rummer referencer til Herakles og andre skikkelser fra den græske mytologi.
- Wikimedia Commons har flere filer relateret til Alkmene